# Nayah
Pour les articles homonymes, voir Mestres et Mestre.
 (septembre 2024).
Si vous disposez d'ouvrages ou d'articles de référence ou si vous connaissez des sites web de qualité traitant du thème abordé ici, merci de compléter l'article en donnant les références utiles à sa vérifiabilité et en les liant à la section « Notes et références ».
Nayah, nom de scène de Sylvie Mestres, est une autrice-compositrice-interprète et chanteuse française, née le 29 septembre 1960 à Perpignan (Pyrénées-Orientales).

Elle a notamment représenté la France au Concours Eurovision de la chanson 1999 avec le titre Je veux donner ma voix et officie comme sosie professionnel de Céline Dion depuis le début des années 2000.

## Biographie

### Enfance et études
Sylvie Mestres chante depuis l'âge de 10 ans, notamment les chansons d'Édith Piaf, son idole.
Elle étudie pendant six ans au conservatoire de Perpignan.

### Premiers concours de chant et albums
Depuis la fin des années 1970, Nayah fait des galas et participe régulièrement à des concours de chant. Dans les années 1980, elle sort des albums et singles notamment en 1986 Elohim dont elle a composé la musique. 
En 1990, formant le duo Sylvie et Joël avec la chanson Dites à vos enfants, elle termine 2e de la finale de la sélection suisse pour le Concours Eurovision de la chanson. En 1998, elle se classe 4e au concours de la Rose d'or d'Antibes avec la chanson Si j'oublie d'oublier écrite et composée par Mario Ramsamy (du groupe Images). Elle obtient également plusieurs récompenses musicales.

### Eurovision 1999
René Coll propose à Nayah de déposer sa candidature auprès de France Télévision, avec l'une de ses chansons Je veux donner ma voix pour la sélection nationale française pour le Concours Eurovision se déroulant le 29 mai 1999 à Jérusalem en Israël. La chanson est écrite par Pierre-René Colombiès (René Coll) et Pascal Graczyk, sur une musique de Gilles Arcens et Luigi Rutigliano. Nayah et la chanson sont choisies en interne pour participer à la finale nationale française du 2 mars 1999, se déroulant à l'Olympia, présentée par Julien Lepers et Karen Cheryl et retransmise en direct sur France 3.
Lors du prime-time de la sélection française 12 candidats (artistes solo, duos, groupes) s'affrontent. Un jury d'experts et les votes des téléspectateurs par téléphone cumulés attribuent des points à chaque concurrent. Au terme du vote, Nayah se retrouve ex æquo avec Ginie Line qui a interprété la chanson La même histoire (Nayah est 1re au télévote mais classée 4e avec les points du jury, tandis que Ginie Line se classe 1re grâce au jury mais seulement 4e au télévote). Un règlement écrit spécialement pour cette sélection stipule qu'en cas d'égalité entre les candidats, le vote des téléspectateurs prédomine sur le vote du jury. Nayah arrivée 1re au télévote est déclarée gagnante et donc désignée officiellement représentante de la France au Concours Eurovision 1999.
Peu avant la tenue du concours Eurovision de la chanson, à la suite d'un article du journal L'Indépendant, plusieurs associations anti-secte françaises dénoncent ses liens avec le mouvement raëlien. Entrée dans la secte à la suite de son mari, elle y avait gravi les échelons jusqu'à devenir prêtre assistant, cela après avoir publié un premier disque en 1988 qui reprenait la thématique raëlienne. Après avoir nié avoir appartenu au mouvement raëlien, elle reconnaît en avoir été membre et affirme qu'elle a quitté la secte en 1996, bien que des écrits de Nayah soient présents dans l'édition d'octobre 1998 de la revue du mouvement. Les associations souhaitaient priver le mouvement raëlien de toute possibilité d'exposition médiatique positive que pouvait donner l'Eurovision.
Le titre Je veux donner ma voix entre au Top singles le 17 mai 1999  et est classé pendant une semaine parmi les cent meilleures ventes de singles en France. Cependant plusieurs des contrats de Nayah ainsi que sa participation à des émissions de télévision sont annulés devant la polémique suscitée par son appartenance au mouvement raëlien. La chanteuse estime être alors victime de discriminations.
Le 29 mai 1999, à Jérusalem en Israël, lors du 44e Concours Eurovision de la chanson, Nayah interprète Je veux donner ma voix en 10e position, accompagnée par cinq choristes. Au terme du vote final des pays, elle se classe 19e sur 23 participants, avec 14 points.

### Sosie de Céline Dion
À la suite du concours de l'Eurovision, un producteur de Las Vegas qui cherche depuis plus de deux ans un sosie de Céline Dion choisit Nayah après une audition. Il lui propose alors un contrat de 5 ans. Nayah poursuit donc sa carrière, en donnant des concerts, et en officiant particulièrement comme sosie de Céline Dion, reprenant son spectacle de Las Vegas. 
Du 1er au 5 février 2010, Nayah est candidate dans l'émission Un diner presque parfait « spéciale sosies », sur M6, qu'elle remporte. En 2013, elle participe à la téléréalité Les Sosies à Hollywood diffusée sur TF6.
En 2016, sur Chérie 25, elle raconte son parcours dans un numéro de C'est mon choix qui a pour thème « Sosie malgré moi ».
En 2019, elle est l'un des membres du jury du jeu télévisé musical Together, tous avec moi présenté par Éric Antoine et Garou sur W9.
En 2021, elle est candidate dans la saison 10 de The Voice, la plus belle voix sur TF1. Elle interprète Hymne à l'amour d'Édith Piaf lors des « auditions à l’aveugle », mais n'est retenue par aucun des coachs. La même année, elle tente sa chance dans l'émission de Cyril Lignac Mon gâteau est le meilleur de France sur M6 mais est recalée par le jury.
En 2024, elle fait partie des 12 candidats de Voix de stars, le premier concours de sosies vocaux en France, animé par Julia Vignali et diffusé sur France 3.

### Engagements
En 2010, son single Enfant rêve est vendu au profit de l'association Rêve dont Nayah est l'ambassadrice dans la Haute-Garonne en partenariat avec France Bleu Roussillon

## Récompenses
- 1996 : « Baladins d'or »
- 1997 : gagnante du 1er Open Show au New Casting à Genève (Suisse)
- 1997 : 1er prix au St-Aubin Contest en Suisse
- 1997 : Challenge Eddie Barclay

## Concours et émissions de télévision
- 1990 : Sélection suisse pour le Concours Eurovision de la chanson avec la chanson Dites à vos enfants - duo Sylvie et Joël : finaliste (classé 2e)
- 1998 : finaliste de la Rose d'or d'Antibes avec la chanson Si j'oublie d'oublier (classée 4e)
- 1999 : Eurovision 1999 : la sélection sur France 3 : gagnante de la sélection française
- 1999 : représentante de la France au Concours Eurovision de la chanson avec le titre Je veux donner ma voix (classée 19e sur 23)
- 2010 : Un dîner presque parfait - « spéciale Sosies » sur M6 : gagnante
- 2013 : Les Sosies à Hollywood sur TF6 : participante
- 2016 : C'est mon choix sur Chérie 25 : invitée (témoignage)
- 2019 : Together, tous avec moi sur M6 : jurée
- 2021 : The Voice, la plus belle voix (saison 10) sur TF1 : candidate
- 2021 : Mon gâteau est le meilleur de France sur M6 : candidate
- 2024 : Voix de stars sur France 3 : candidate

## Discographie
- 1980 : L’An 1999
- 1988 : Elohim
- 1989 : Toi et Moi (Nayah & Michaël Fuks) - single
- 1999 : Je veux donner ma voix - single (chanson représentant la France au concours de l’Eurovision de la chanson) - Pomme Music
- 2002 : Best of Nayah (autoproduit)
- 2010 : Enfant rêve (single au profil de l'association « Rêves »)
- 2013 : Je suis, album autoproduit (Studio fusion M)
- 2015 : N'efface pas demain (single 4 titres - Neva Prod)
- 2019  : Je n'ai rien oublié (single 4 titres -autoproduit)